# یانکیتاون (فلوریدا)
یانکیتاون (به انگلیسی: Yankeetown) شهری در شهرستان لوی ایالت فلوریدا است که در سال ۱۹۲۵ بنیان‌گذاری شده‌است. این شهر طبق سرشماری سال ۲۰۱۰ میلادی، ۶۳۸ نفر جمعیت داشته و مساحت آن نیز ۵۲٫۶ کیلومتر مربع است.